# Agnes Alpers
Agnes Alpers (* 29. Juni 1961 in Oerel) ist eine deutsche Pädagogin, Politikerin (SEW, Die Linke) und  ehemaliges Mitglied des Deutschen Bundestages.

## Leben
Alpers studierte ab 1980 Pädagogik an der FU Berlin und schloss 1986 mit dem Diplom ab. Anschließend war sie in der Kinder- und Jugendarbeit tätig.
Sie ist Gründerin eines Schulvereins und leitete die erste Kindersambagruppe in Bremen.
Vor ihrem Wechsel in die Vollzeitpolitik war sie zuletzt als Leiterin der KiTa Rütlistraße in Berlin-Neukölln tätig.
Sie ist verheiratet und hat zwei Kinder.
Nach einer Rede im Bundestag am 28. Juni 2013 brach Alpers zusammen und musste vor Ort wiederbelebt werden. Ein Schlaganfall aufgrund eines geplatzten Aneurysmas wurde diagnostiziert und Alpers in ein künstliches Koma versetzt. Ende Juli wurde sie aus dem künstlichen Koma zurückgeführt. Im September 2013 wurde sie in eine Bremer Klinik verlegt. Seit Mitte Februar 2015 – nach Beendigung ihrer langen medizinischen Rehabilitation – lebt sie in einem Pflegeheim.

## Politik
Agnes Alpers war Mitglied der Sozialistischen Einheitspartei Westberlins.
In der 17. Legislaturperiode der Bremischen Bürgerschaft (2007–2009) vertrat Alpers die Fraktion Die Linke in der Städtischen Deputation für Bildung.
Im September 2009 wurde sie über die Bremer Landesliste zum Mitglied des Deutschen Bundestages gewählt. Dort war sie ordentliches Mitglied des Ausschusses für Bildung, Forschung und Technikfolgenabschätzung und stellvertretendes Mitglied im Petitionsausschuss.
Im Januar 2011 forderte Alpers die Beendigung des Krieges in Afghanistan.
Alpers unterstützte 2012 einen fraktionsübergreifenden Gesetzesentwurf, den eine Gruppe von über 50 Bundestagsabgeordneten einbrachte. Dieser sah vor, hinsichtlich der religiös motivierten  Beschneidung von minderjährigen Jungen vorzuschreiben, dass die Beschneidung erst ab dem Alter der Religionsmündigkeit (14 Jahre) vorgenommen werden dürfe.
Trotz ihres Schlaganfalls blieb Alpers auf Platz 1 der Bremer Landesliste und wurde bei der Bundestagswahl 2013 erneut in den Bundestag gewählt. Am 2. März 2015 legte sie ihr Mandat aus gesundheitlichen Gründen nieder. Ihre Nachfolgerin wurde Birgit Menz.